# Oh!透明人間
『Oh!透明人間』（オー!とうめいにんげん）は、中西やすひろによる日本の漫画作品。

## 概要
『月刊少年マガジン』（講談社）にて、1982年4月号から1987年4月号にかけて連載された。いわゆるお色気コメディ漫画で、毎回女性キャラクターのヌードシーンがふんだんに登場するのが特徴。単行本は全11巻。
本作品の終了から10年後を描いた続編「Oh!透明人間2001」が、『スーパージャンプ』（集英社）2001年2号と『オースーパージャンプ』（同）2001年8月号に読切掲載された。これに続く連載作品『Oh!透明人間21』は、『スーパージャンプ』にて2002年3号から2004年12号まで掲載され、『オースーパージャンプ』に移籍して2004年7月号から2006年8月号まで連載された。単行本はジャンプコミックスデラックスより全8巻（読み切り版「2001」は単行本第1巻に収録）。
後に週刊実話（日本ジャーナル出版）にて『新Oh!透明人間』を連載。2014年には少年画報社より廉価版コミックス上下巻が刊行された。
2010年10月による同名の実写版（オリジナルビデオ）作品『Oh!透明人間』が制作され、ミニシアター単館で2日間イベント上映された。その連動企画として、2010年12月頃よりコンビニコミックが刊行され、少年画報社からは『Oh!透明人間』、集英社からは『Oh!透明人間21』がそれぞれ発売された。
2014年6月には実写版第2弾となる『Oh!透明人間 インビジブルガール登場!?』が制作され、1週間イベント上映された（連動企画としては上述のコンビニコミックが発売）。
2015年7月発売の月刊少年マガジンでは、創刊40周年記念企画の一環で『いけない!ルナ先生』(上村純子）とのコラボ読切『Oh!透明人間×いけない!ルナ先生』が掲載された。

## あらすじ
荒方透瑠はごく普通の高校1年生。だが、彼の下宿先の萩谷家は自分以外は全員女性というまるで天国のような場所であった。ある日、夕食に出された苦手なイクラを口にすると、体が透明になっていることに気づいてビックリ!
こうして、透明人間になる能力を得た透瑠はあらゆる場所に忍び込み、従姉妹の良江をはじめとする様々な人たちをエッチな珍騒動に巻き込んでいく。

## 登場人物
荒方透瑠（あらかた とおる）
本作の主人公。16歳で高校1年生。天涯孤独の身で親類の萩谷家に居候している。外出で不在がちな愛子たちの父親を除けば、ひとつ屋根の下に住む唯一の男である。従姉妹で幼馴染の良江に想いを寄せている。
夕食に出された嫌いなイクラを食べたことで透明人間になれる力を手に入れる。浴室や更衣室、知人の部屋などに忍び込み、“男の願望である”女性の覗き行為に奔る。しかし透明が解けたり、犯罪者の企みを目撃するなど、ほぼ毎回何らかのハプニングかトラブルに遭遇する。体のみ透明になるため、着衣は全て脱がなければならない。性的に興奮しすぎると姿は元に戻ってしまう。
最終話はボディサイズを測る目的で良江の部屋に忍び込むが、透明が解けて全裸で姿を現し、あるハプニングを経て2人の初夜を窺わせる展開へと進み、恋仲となり大団円となった。
『 - 21』は連載終了から8年ほど経過した世界で、イクラの効力は消失したものの百貨店で敏腕バイヤーになり、部下の女性社員から信頼を寄せられて充実した日々を過ごしていた。萩谷家の居候は続けており、冷蔵庫の隅の瓶にあった古いイクラを食べると、久々に透明人間になれるようになった。かつてと同じく覗き行為に耽るが、次第に透明人間になれることがバレたり、好かれている女性から欲情されてエッチに励むなど濃厚な展開が繰り広げられる。かなりの浮気性で、ハーレムもののレベルが高まっている。
後の『新‐』では良江と結婚し、長女の亜夢（あむ）を儲ける。商店街で「おむすび トオル」を経営している。
萩谷良江（はぎや よしえ） / 荒方良江
萩谷家の次女。透瑠の従姉妹で幼馴染。「新‐」では透瑠と結婚し、中学校の英語教師をしている。
萩谷愛子（はぎや あいこ）
萩谷家の長女で、透留の義姉。「新‐」ではデザイナーをしている。
萩谷ルミ（はぎや るみ）
萩谷家の三女で、透留の義妹。「新‐」では看護師として働いている。

## 実写版第1作
2010年に原作と同じタイトルでオリジナルビデオとして制作された。キャッチコピーは「伝説のカリスマコミックが奇跡の映画化」。
- 透留がイクラを食べて透明人間に変化するシーンなどにVFXを採り入れている。
- 自主映画のため映画倫理委員会（映倫）の審査を受けていないが、透留がエロ本を見るシーン・入浴シーンや下ネタの台詞など映画のレイティングシステムに幾分抵触する内容となっている。
- 原作の掲載誌は講談社の『月刊少年マガジン』であるが、制作には作者の連載中作品がある少年画報社が参加している。
- 劇場上映：2010年10月16日 - 10月17日にシネマート六本木にてイベント上映。
- 2010年11月下旬にDVDレンタル開始。
- 2011年2月4日にローソン店舗限定でセルDVDリリース。同年8月に販売終了後、同年11月25日に正式なセルDVDとして再発売されている。

### 実写版第1作キャスト
- 萩谷良江：柳本絵美
- 宮元陽子：村上友梨
- 荒方透瑠：標永久
- 萩谷愛子：川奈ゆう
- 萩谷ルミ：鈴木米香
- 益田先生：伊東遥
- 体育教師・南先生：紫子
- 大滝明利
- なべやかん
- 池田佳史
- 愛萌
- 水崎綾
- 大槻ひびき
- 椿まひる
- 河合風花
- 奥村華奈恵
- 誘拐犯A：ボブ鈴木
- 誘拐犯B：尾本貴史
- 猪狩公一
- 佐藤貴子
- 萩谷まどか：星光子

### 実写版第1作スタッフ
- 監督・脚本：右田昌万
- 原作：中西やすひろ
- 特技監督：満留浩昌
- 音楽：まついえつこ、藤野智香
- 撮影：高橋義仁
- 照明：奥村誠
- 録音：千阪哲也
- 操演：村石義徳
- スタイリスト：古川由香
- ヘアメイク：高取真樹
- 殺陣：大滝明利
- 助監督：湯本信一
- 編集：田口一仁
- VFX：田辺正章
- CG合成：三宅祥一
- 音響効果：石井雅子
- MA：永井恭紀
- スチール：櫻井亮秀
- 画コンテ：橋爪謙始
- 監督助手：中原佑典
- 技術協力：小輝日文
- エグゼクティブプロデューサー：樋上幸久（インターフィルム）
- 企画：森田一人（インターフィルム）、岩下英雅（パラレル）
- 企画協力：大野正拓（少年画報社）
- プロデューサー：長谷川哲也（インターフィルム）、北村剛（CCKカンパニー）
- 制作協力：パラレル
- 制作プロダクション：CCKカンパニー
- 製作：インターフィルム

### 主題歌
- 『Oh!透明人間』
  - 作詞：中西やすひろ / 作曲・編曲・歌：まついえつこ

## 実写版第2作
2014年に『Oh!透明人間 インビジブルガール登場!?』のタイトルで製作され、同年6月14日から20日にかけてシネマ・ロサにてイベント上映が行われた。
透留は興信所勤めの傍らお笑いコンビを結成する中年の妻子持ちサラリーマンとなり、女子大生の実娘・美智留もイクラを食べると透明人間になるという遺伝を持つといった、原作から離れたオリジナル設定となっている。

### 実写版第2作キャスト
- 荒方透留：飯尾和樹（ずん）
- 荒方美智留：岸明日香
- 藤堂厚志：小谷嘉一
- 神崎初音：平田弥里
- 庄司小百合：元原花音
- 荒方由美：米盛有彩
- 倉木：サンジュナ
- マキ：やす（ずん）
- 山下：中西やすひろ ※特別出演
- 美波亜沙子：星光子
- 吾妻：大滝明利
- 平子悟
- 羽月希
- 中野貴雄

### 実写版第2作スタッフ
- 監督：右田昌万
- 製作：樋上幸久
- 企画：長谷川哲也（インターフィルム）
- 企画協力：大野正拓（少年画報社）
- プロデューサー：井戸剛
- 原作：中西やすひろ
- 脚本：右田昌万
- 助監督：中村和愛
- 撮影・編集：荒木憲司
- 照明：下村芳樹
- 録音：杉田信
- 音楽：吉本匡孝
- 衣装・メイク：鎌田英子、小野三千代
- スチール：櫻井亮秀
- 監督助手：川畑友生
- 制作進行：佐藤寛信
- アクション監督：大滝明利
- 制作協力：ベドラム
- 製作：インターフィルム

### オープニング主題歌
- 『透明な奇跡』
  - 歌：サンジュナ 作詞：サンジュナ 作曲：honecky

### エンディングテーマ
- 『エンドロールは虹色のバラッド』
  - 歌：サンジュナ 作詞作曲：サンジュナ　アコースティック：neo